# متلازمة دي وينتر
متلازمة دي وينتر هي أحد أنماط رسم القلب الكهربائي (ECG) الذي يمثل غالبًا انسدادًا مفاجئًا شبه كامل للشريان الأمامي النازل الأيسر (LAD). [5] تشمل الأعراض ألم في الصدر وضيق في التنفس والتعرق.
على الرغم من أن انسداد الشريان التاجي الأيسر عادةً ما يكون بسبب انسداد الشرايين التاجية الأمامية، إلا أن شرايين أخرى في القلب قد تكون السبب. عوامل الخطر مماثلة لغيرها من أمراض القلب الإقفارية. ورغم أن الآلية الأساسية غير واضحة؛ إلا أنها قد تنطوي على نقص التروية تحت الشغاف أو الدورة الدموية الجانبية.
يعتمد التشخيص على رسم القلب الكهربائي الذي يظهر انخفاض مقطع ST عند نقطة J بمقدار 1 إلى 3 مم في الأقطاب من V1 إلى V6، مع وجود موجات T طويلة ومتماثلة. وجود مقطع ST مائل لأعلى وغالبًا ما يكون هناك ارتفاع لمقطع ST بمقدار 0.5 إلى 2 مم في قطب aVR. يظل مجمع QRS طبيعيًا أو يتسع قليلاً.
يتم العلاج وفقًا لارتفاع مقطع ST (احتشاء عضلة القلب)، حيث يفضل التدخل الأولي في الشريان التاجي عبر الجلد (PCI). تعتبر متلازمة دي وينتر غير شائعة، وتمثل حوالي 2 إلى 3% من الأشخاص الذين يعانون من احتشاء عضلة القلب الأمامي. يُصاب الذكور بهذا المرض أكثر من الإناث.أول من وصف المتلازمة كان روبرت جيه دي وينتر في عام 2008.